# 中国驻特立尼达和多巴哥大使列表
本列表为中華人民共和國驻特立尼达和多巴哥历任大使名录。

## 历任中国驻特立尼达和多巴哥大使

### 附：中华民国驻千里達领事（1943年－1950年）
1943年，中华民国在英属特立尼达岛首府西班牙港设立领事馆。1950年，英国承认中华人民共和国，中华民国撤销驻英国使领馆。
| 姓名   | 任命          | 到任         | 免职 | 离任      | 领事职务 | 备注 | 备注 |
| ------ | ------------- | ------------ | ---- | --------- | -------- | ---- | ---- |
| 周廷权 | 1943年6月15日 | 1944年3月8日 |      | 1950年1月 | 领事     |      |      |

### 中华人民共和国驻特立尼达和多巴哥大使（1975年至今）
1974年6月20日，中华人民共和国与特立尼达和多巴哥建交。
| 姓名   | 任命           | 任命           | 到任           | 递交国书       | 免职           | 免职           | 离任          | 外交衔级 | 外交职务     | 备注       |
| 姓名   | 全国人大常委会 | 主席           | 到任           | 递交国书       | 全国人大常委会 | 主席           | 离任          | 外交衔级 | 外交职务     | 备注       |
| ------ | -------------- | -------------- | -------------- | -------------- | -------------- | -------------- | ------------- | -------- | ------------ | ---------- |
| 杨迈   | 不適用         | 不適用         | 1975年4月      |                | 不適用         | 不適用         |               | 一等秘书 | 临时代办     | 筹备开馆   |
| 王占元 | 不適用         | 不適用         | 1975年9月      | 1975年9月12日  | 1979年4月3日   | 不適用         | 1979年5月4日  | 大使     | 特命全权大使 | 驻圭亚那兼 |
| 王言昌 | 1979年6月12日  | 不適用         | 1979年8月      | 1979年11月2日  | 1983年3月5日   | 不適用         | 1983年1月24日 | 大使     | 特命全权大使 | 驻圭亚那兼 |
| 崔明堂 | 1983年6月23日  | 不適用         | 1983年9月9日   | 1983年9月14日  | 1987年3月19日  | 1987年6月27日  | 1987年5月     | 大使     | 特命全权大使 |            |
| 张瑞琮 | 1987年3月19日  | 1987年6月27日  | 1987年8月      | 1987年8月20日  | 1991年3月2日   | 1991年6月7日   | 1991年4月30日 | 大使     | 特命全权大使 |            |
| 程绍良 | 1991年3月2日   | 1991年6月7日   | 1991年6月      | 1991年7月4日   | 1994年3月5日   | 1994年7月5日   | 1994年7月     | 大使     | 特命全权大使 |            |
| 陆树林 | 1994年3月5日   | 1994年7月5日   | 1994年7月      | 1994年8月3日   | 1997年8月29日  | 1998年4月16日  | 1998年3月     | 大使     | 特命全权大使 |            |
| 章颂先 | 1997年8月29日  | 1998年4月16日  | 1998年4月      | 1998年4月7日   | 2001年4月28日  | 2001年11月28日 | 2001年10月    | 大使     | 特命全权大使 |            |
| 徐亚男 | 2001年4月28日  | 2001年11月28日 | 2001年11月     | 2001年12月3日  | 2003年12月27日 | 2004年3月12日  | 2004年1月     | 大使     | 特命全权大使 |            |
| 王治权 | 2003年12月27日 | 2004年3月12日  | 2004年3月4日   | 2004年3月24日  | 2005年8月28日  | 2006年3月2日   | 2005年11月    | 大使     | 特命全权大使 |            |
| 黄兴   | 2005年8月28日  | 2006年3月2日   | 2006年2月      |                | 2009年4月24日  | 2009年11月16日 | 2009年7月     | 大使     | 特命全权大使 |            |
| 杨优明 | 2009年4月24日  | 2009年11月16日 | 2009年10月26日 | 2009年10月27日 | 2012年12月28日 | 2013年4月22日  | 2013年3月     | 大使     | 特命全权大使 |            |
| 黄星原 | 2012年12月28日 | 2013年4月22日  | 2013年4月21日  | 2013年5月10日  | 2016年4月28日  | 2016年8月11日  | 2016年6月     | 大使     | 特命全权大使 |            |
| 宋昱旻 | 2016年4月28日  | 2016年8月11日  | 2016年8月11日  | 2016年8月29日  | 2020年4月29日  | 2020年11月5日  | 2020年7月     | 大使     | 特命全权大使 |            |
| 方遒   | 2020年6月20日  | 2020年11月5日  | 2020年10月16日 | 2020年11月10日 |                |                | 2024年10月    | 大使     | 特命全权大使 |            |